# 姬達
姬達爵士，KBE，JP（1922年2月21日—2006年4月14日），生於英國倫敦，1940至1980年代在英屬香港擔任各項公職。

## 生平
1940年志願入役英國皇家空軍，姬達於英國皇家空軍戰鬥機中隊服役，亦曾在海外戰區擔當行政業務，戰後的1945年11月，以空軍少校階級前往香港加入軍政府，至民事小組工作。1946年在皇家空軍香港基地退役，加入當時的漁務處（今漁農自然護理署）擔任官學生，展開長達40年的公職生涯。
1967年6月港督戴麟趾爵士因病與家人返回英國休假，防衛司兼港督特別助理姬達獲任命為增設的副輔政司（特別職務），姬達、華民政務司何禮文和輔政司祁濟時三人成為香港政府應對1967年暴動的核心決策人物。由於1967年任職防衛司時，處理六七暴動表現獲認同，故當政府打算成立廉政公署，姬達便成為不二之選。1973年獲香港總督麥理浩委任為香港總督特派廉政專員，1974年領導香港總督特派廉政專員公署成立，並擔任首位廉政專員，並接管警方反貪污部工作，針對打擊警察及公務員貪污，致力洗脫瀰漫社會的賄賂歪風。當年有婦人曾跪在路上向他伸冤，也有年輕人在街頭向他鞠躬敬禮。姬達家人形容他為「香港真正的朋友及僕人」。
1978年至1981年任香港布政司。姬達爵士為香港社會的發展建設，以及帶頭在社會上樹立廉潔的風氣方面，貢獻良多。後來亦成為港督人選之一。
姬達離開政府後繼續留港工作和生活，至2001年才辭退所有工作回家鄉定居，最後一次來港是2002年，之後病情惡化遂轉往皇室屬地根西島專心養病。及至2006年4月14日因病在寓所睡夢中離世，終年84歲，留下妻子、三名親生子女、兩名繼子及繼女、以及六名親生孫兒及繼孫兒。
姬達在多年來以香港為家，其家人發出的訃文指姬達「在香港服務56年，以令到世界更美好為奮鬥目標」，令人懷念。而廉署亦讚揚他是捍衛亞洲邁向廉潔之鑰匙。

## 職銜
- 1946年—1966年合作社註冊官、統營處處長、漁農處處長
- 1967年—防衛司、港督特別助理
- 1967年—1968年副布政司
- 1968年—1970年香港貿易發展局執行董事
- 1970年—1972年工商署署長
- 1972年—1973年新聞司
- 1973年—民政司
- 1974年—1978年廉政專員
- 1978年—1981年布政司
- 1979年—冊封爵士
- 1981年—1984年香港駐倫敦專員
- 1995年—2001年道亨銀行獨立非執行董事

## 影視媒體形象
- 《金錢帝國：追虎擒龍》：2021年電影，由Michael Joseph Rosenthal飾演。

## 外部連結
- 《光輝的勇士》懷念首位廉政專員姬達爵士特輯
- 香港特別行政區行政長官聲明（页面存档备份，存于）

| 前任： 陸鼎堂爵士 | 民政司 1973年                            | 繼任： 黎敦義     |
| 前任： 新創設     | 總督特派廉政專員公署廉政專員 1974-1978年 | 繼任： 陸鼎堂爵士 |
| 前任： 羅弼時爵士 | 布政司 1978年-1981年                     | 繼任： 夏鼎基爵士 |